# Waynoka
Waynoka és una ciutat dels Estats Units a l'estat d'Oklahoma. Segons el cens del 2000 tenia 993 habitants.

## Demografia
Segons el cens del 2000, Waynoka tenia 993 habitants, 453 habitatges, i 252 famílies. La densitat de població era de 399,4 habitants per km².
Dels 453 habitatges en un 22,1% hi vivien nens de menys de 18 anys, en un 44,6% hi vivien parelles casades, en un 8,8% dones solteres, i en un 44,2% no eren unitats familiars. En el 42,6% dels habitatges hi vivien persones soles el 24,3% de les quals corresponia a persones de 65 anys o més que vivien soles. El nombre mitjà de persones vivint en cada habitatge era de 2,07 i el nombre mitjà de persones que vivien en cada família era de 2,84.
Per edats la població es repartia de la següent manera: un 22,6% tenia menys de 18 anys, un 7,5% entre 18 i 24, un 22,4% entre 25 i 44, un 22,2% de 45 a 60 i un 25,5% 65 anys o més.
L'edat mediana era de 43 anys. Per cada 100 dones de 18 o més anys hi havia 79,3 homes.
La renda mediana per habitatge era de 20.708 $ i la renda mediana per família de 28.833 $. Els homes tenien una renda mediana de 24.063 $ mentre que les dones 16.731 $. La renda per capita de la població era de 12.493 $. Entorn del 13,5% de les famílies i el 16,6% de la població estaven per davall del llindar de pobresa.

## Poblacions més properes
El següent diagrama mostra les poblacions més properes.